# Cucumis melo
Cucumis melo, còn được gọi là dưa gang, là một loài của họ Cucumis đã được phát triển thành nhiều loại cây trồng. Quả của nó thuộc loại pepo. Thịt quả có thể ngọt hoặc nhạt, có hoặc không có hương thơm hạt lạc, và vỏ quả có thể mịn (như dưa hấu), gân (như dưa lưới châu Âu), nhăn nhúm (như dưa vàng casaba), hoặc có mạng (như dưa trái xoan). Ở Bắc Mỹ, các loại hạt lạc thường được gọi chung là dưa lưới, bao gồm các loại vỏ mạng hạt lạc và các loại vỏ mịn không hương thơm, và cantaloupe thường chỉ đến loại hạt lạc đầu tiên. Tuy nhiên, trong nghĩa hẹp, dưa lưới chỉ ám chỉ loại vỏ mạng hạt lạc, trong khi cantaloupe thực sự là loại hạt lạc châu Âu với vỏ gân và thường có nhiều nốt đồi ít mọc ở Bắc Mỹ.
Người ta không biết nguồn gốc của loại dưa này. Nghiên cứu đã cho thấy rằng hạt lẫn gốc cây được giao dịch trên các tuyến đường lữ hành của thế giới cổ đại. Một số nhà thực vật học cho rằng dưa lưới là loại bản địa của vùng Levant và Ai Cập, trong khi người khác đặt nguồn gốc của chúng ở Iran, Ấn Độ hoặc Trung Á. Vẫn còn những ý kiến ủng hộ nguồn gốc từ châu Phi, và ở thời đại hiện đại, vẫn còn dưa hấu hoang dã ở một số quốc gia châu Phi.

## Nền tảng
Dưa gang là một loại thảo dược bò leo thuộc loại năm, phát triển tốt trong khí hậu cận nhiệt đới hoặc ấm áp, ôn hòa. Dưa gang thích đất ấm, giàu dinh dưỡng, thoát nước tốt, nhưng dễ bị mắc bệnh nấm mốc xám và bệnh đốm đen. Nguy cơ mắc bệnh có thể giảm bằng cách luân phiên canh tác với cây trồng không thuộc họ họ bầu bí, tránh trồng cây dễ bị nhiễm bệnh giống như dưa gang. Làm cảnh đã dẫn đến một số biến thể phát triển kháng bệnh nấm mốc trắng. Côn trùng hút dưa gang bao gồm bọ dưa gang, rận dưa gang, sâu cuốn cánh dưa gang và sâu bướm dưa.

## Di truyền học
Dưa gang là cây đơn tính. Chúng không lai giống với dưa hấu, dưa leo, bí ngô hoặc bí đỏ, nhưng các biến thể trong cùng loài thường lai giống với nhau.
Genom của Cucumis melo đã được giải mã lần đầu vào năm 2012. Một số tác giả xem C. melo có hai phân loại cụ thể, C. melo agrestis và C. melo melo. Các biến thể trong các phân loại này thuộc vào các nhóm có di truyền phù hợp với các đặc điểm hiện trạng của chúng, chẳng hạn như khả năng kháng bệnh, cấu trúc vỏ, màu thịt và hình dạng trái cây. Các biến thể hoặc giống địa phương (một số trong số này ban đầu được phân loại là loài; xem danh sách đồng nghĩa bên phải) bao gồm C. melo var. acidulus, adana, agrestis, ameri, cantalupensis, chandalak, chate, chinensis, chito, conomon, dudaim, flexuosus, inodorus, makuwa, momordica, reticulatus và tibish.
Không phải tất cả các giống dưa gang đều có vị ngọt. Dưa lưới, còn được gọi là dưa chuột Armenia và dưa chuột rắn, là một loại dưa gang không ngọt được tìm thấy khắp châu Á từ Thổ Nhĩ Kỳ đến Nhật Bản. Nó có hương vị và diện mạo tương tự như dưa chuột. Bên ngoài châu Á, dưa lưới được trồng ở Hoa Kỳ, Ý, Sudan và một số khu vực ở Bắc Phi, bao gồm cả Ai Cập. Dưa lưới phổ biến hơn ở các nước Ả Rập.
Các giống dưa gang khác trồng ở châu Phi có vị đắng, được trồng vì hạt ăn được.
Đối với các giống trồng thương mại, những đặc điểm như lớp vỏ cứng bảo vệ và thịt đặc được ưa chuộng để đáp ứng các yêu cầu của thị trường thương mại khác nhau.

## Dinh dưỡng
Mỗi lượng 100 gram dưa gang cantaloupe cung cấp 34 calo và là nguồn giàu (định nghĩa là ít nhất 20% giá trị hàng ngày, hoặc DV) vitamin A (68% DV) và vitamin C (61% DV). Các chất dinh dưỡng khác ở mức không đáng kể. Dưa gang chứa 90% nước và 9% carbohydrate, với dưới 1% mỗi loại protein và fat.

## Công dụng
Ngoài việc được tiêu thụ tươi, dưa gang đôi khi còn được khô. Một số giống khác được nấu chín hoặc trồng vì hạt của chúng, sau đó được chế biến thành dầu dưa gang. Có một số giống dưa gang chỉ được trồng vì mùi thơm dễ chịu của chúng. Rượu Nhật Bản Midori có hương vị dưa gang.

## Lịch sử
Có sự tranh luận giữa các học giả về việc abattiach trong The Book of Numbers 11:5 có phải là dưa gang hay dưa hấu. Cả hai loại dưa này đã được biết đến ở Ai Cập cổ đại và các khu vực định cư khác. Một số nhà thực vật học xem dưa gang là loại cây bản địa của Levant và Ai Cập, trong khi những người khác đặt nguồn gốc ở Ba Tư, Ấn Độ hoặc Trung Á, do đó nguồn gốc là không chắc chắn. Các nghiên cứu đã chỉ ra rằng hạt giống và củ gốc là một trong những hàng hóa được trao đổi theo các tuyến đường lữ hành của Thế giới Cổ đại. Một số nhà khoa học ủng hộ nguồn gốc châu Phi, và trong thời hiện đại, dưa gang hoang dã vẫn còn được tìm thấy ở một số quốc gia châu Phi như Ethiopia, Somalia và Tanzania.
Dưa gang được thuần hóa ở Tây Á và với thời gian, nhiều giống cây con phát triển với đa dạng hình dạng và độ ngọt. Iran, Ấn Độ, Uzbekistan, Afghanistan và Trung Quốc trở thành trung tâm sản xuất dưa gang. Dưa gang đã được tiêu thụ ở Hy Lạp cổ đại và La Mã cổ đại.

## Bộ sưu tập hình ảnh

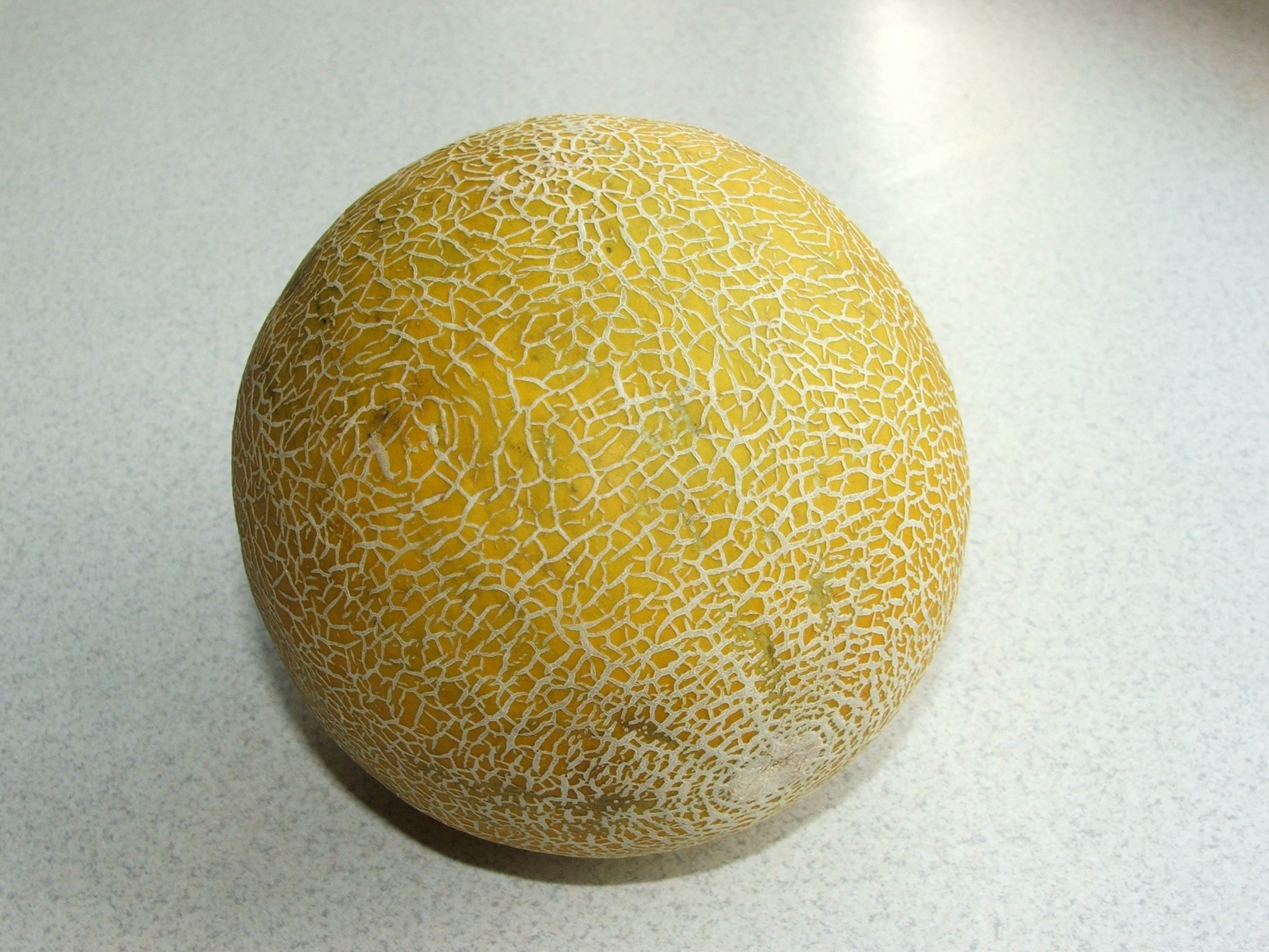
Dưa gang Galia
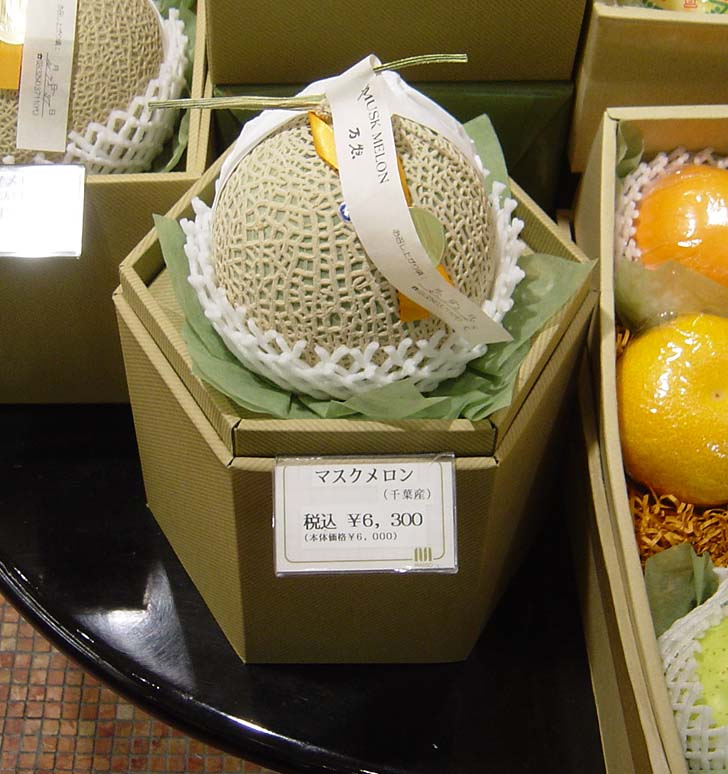
Dưa gang "crown Nhật Bản" được dùng làm quà đắt tiền: Dưa gang crown trên hình có giá 6300 yên Nhật, tương đương khoảng 59 đô la Mỹ
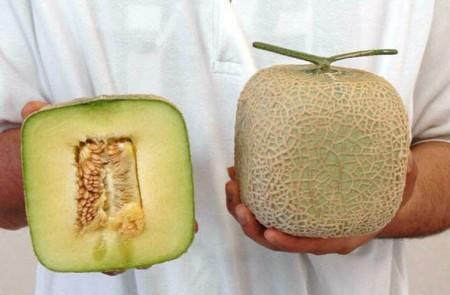
'Dưa gang vuông' được trồng tại khu Atsumi, tỉnh Aichi, Nhật Bản, được biết đến dưới tên gọi kakumero
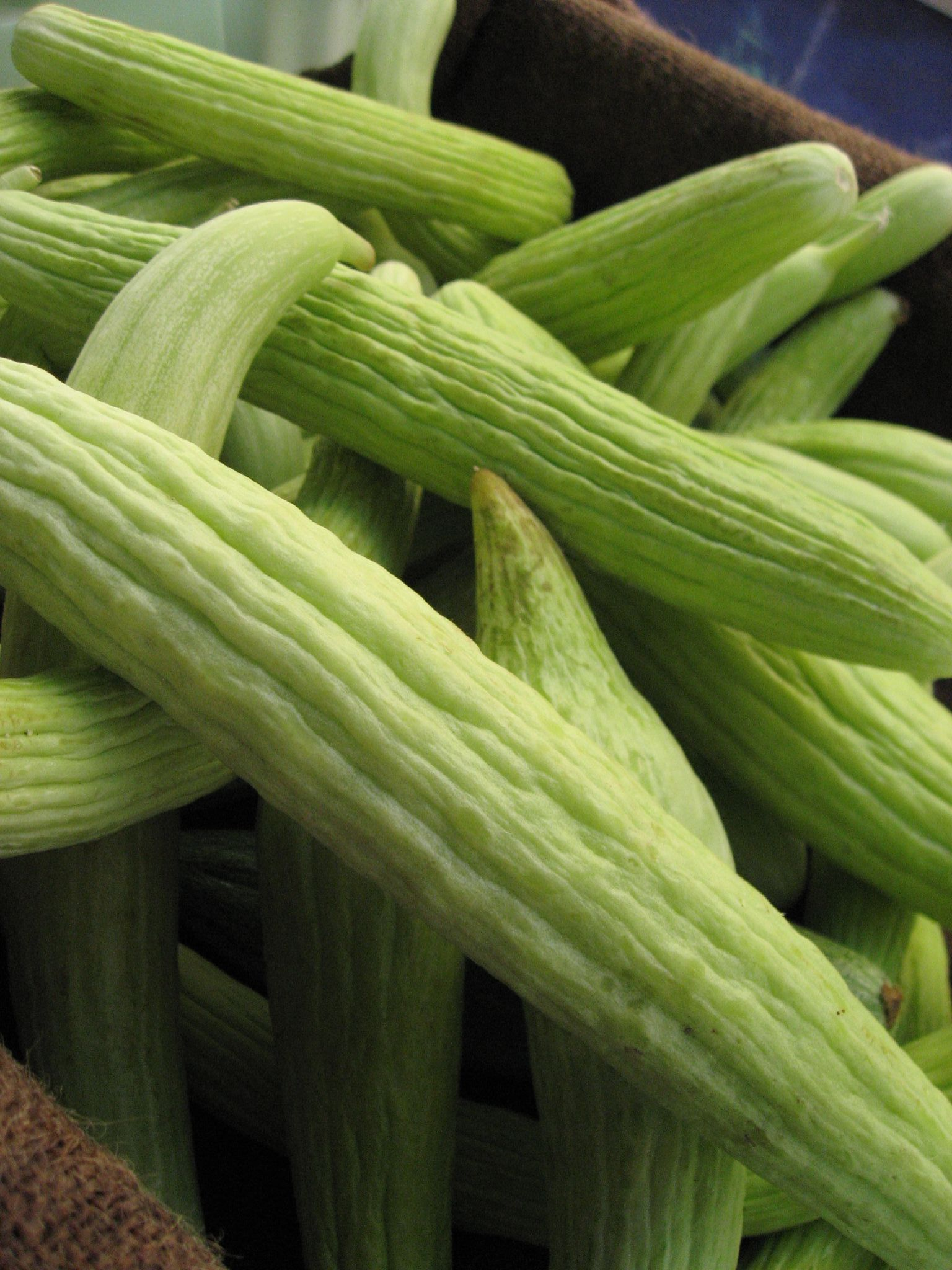
Dưa chuột Armenia, mặc dù tên gọi như vậy, thực chất là một loại dưa gang.
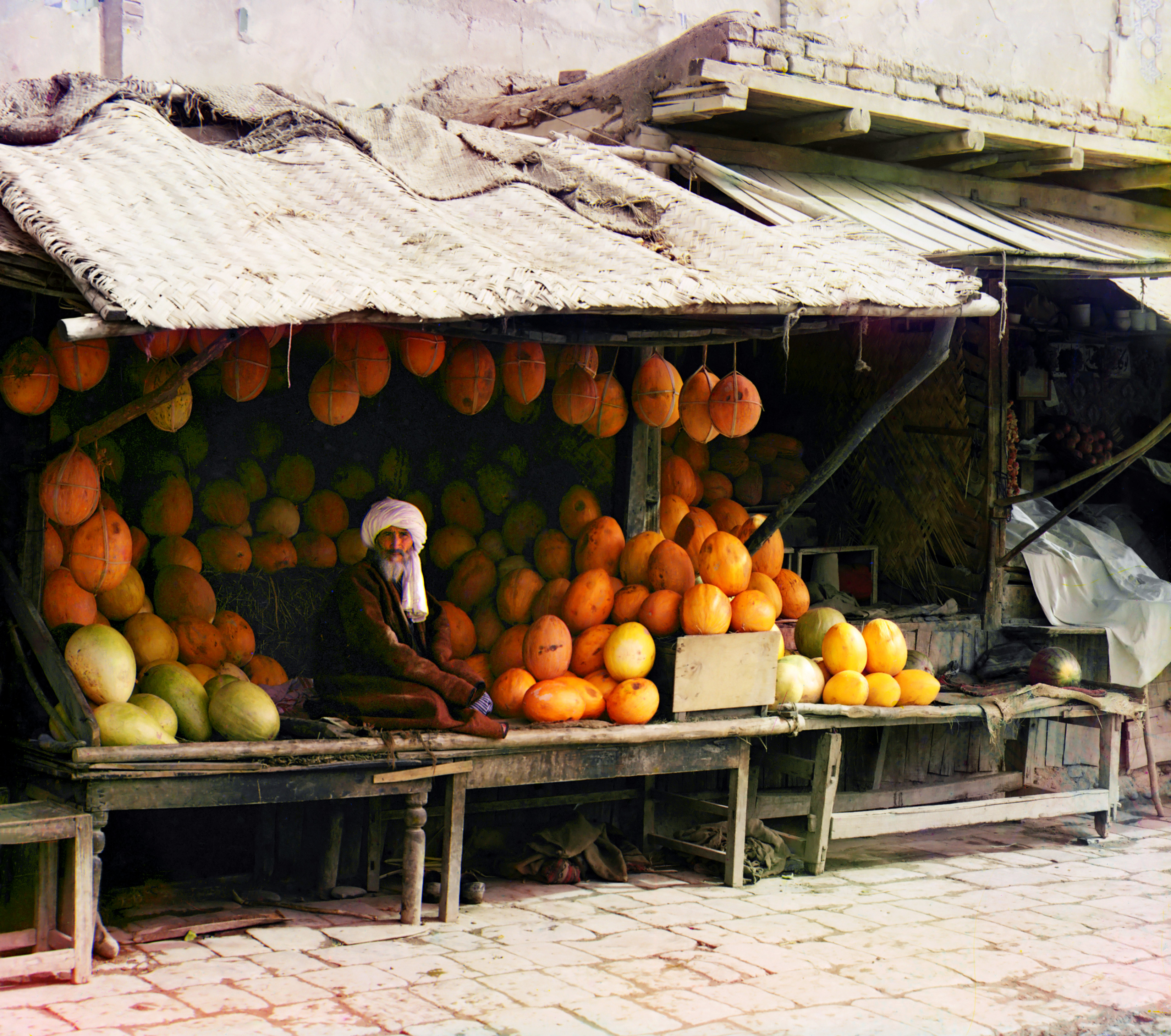
Người bán dưa gang ở Samarkand (giữa năm 1905 và 1915)
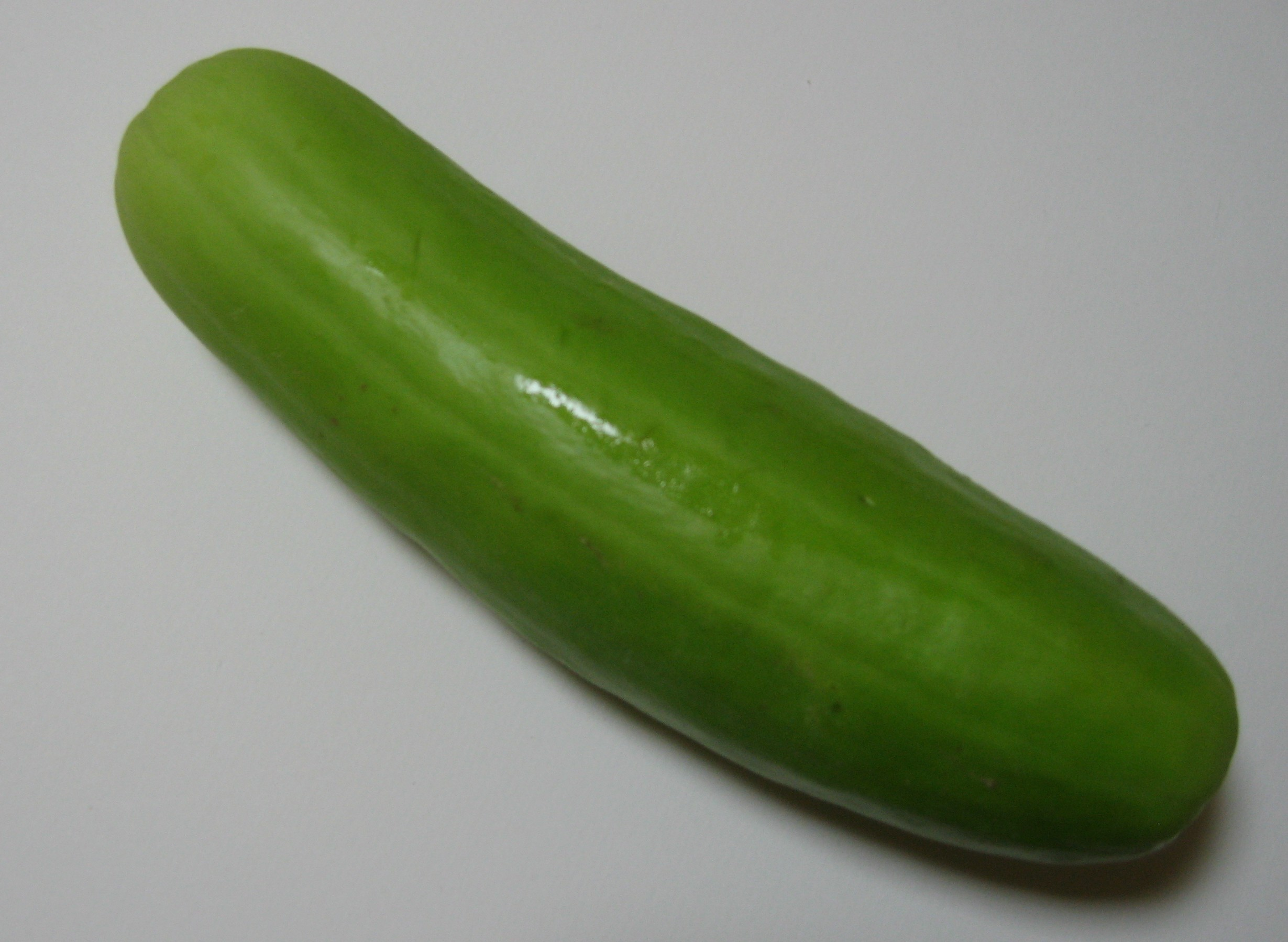
Dưa gang ngâm Đông Á
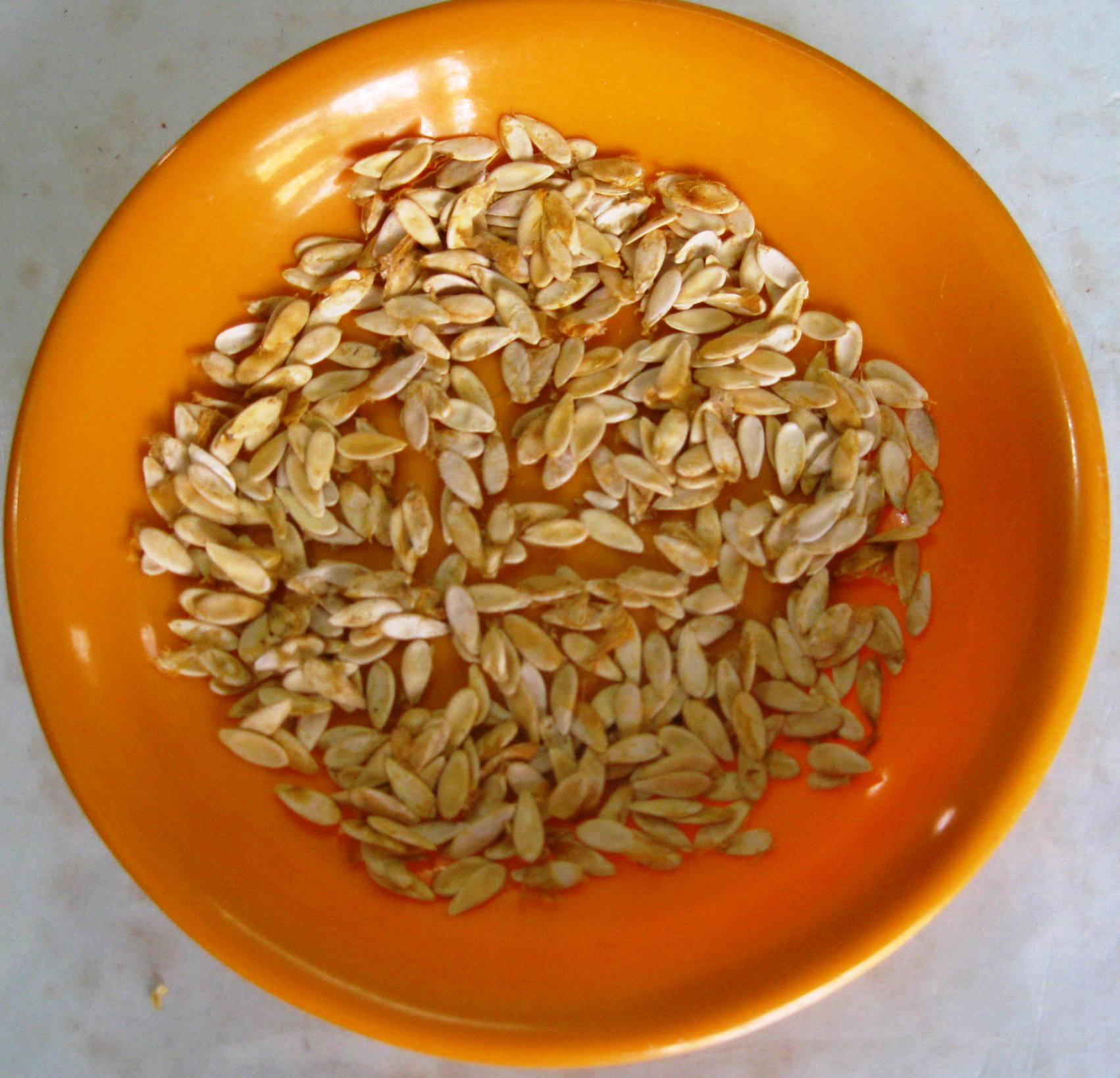
Hạt dưa gang